# Qalandar Khan
Sultan Qalandar Khan (mort le 4 novembre 1665) fut le 2e Sultan de Safa et le sixième chef de la tribu des Abdali.
Fils aîné de Sultan Khuda Dad Khan, Sultan de Safa et chef de la tribu Abdali (dont sera issu Ahmad Shâh, premier roi d'Afghanistan), il lui succéda à sa mort, qui survint le 14 août 1665. 
Sa principale politique fut de récupérer les terres perdues au profit des Séfévides. C'est ainsi qu'il mourut le 4 novembre 1665, après deux mois et vingt-trois jours de règne, alors qu'il voulait prendre la ville de Kandahar. Son frère Inayat Khan lui succéda.